# Der Kater mit Hut (Kinderbuch)

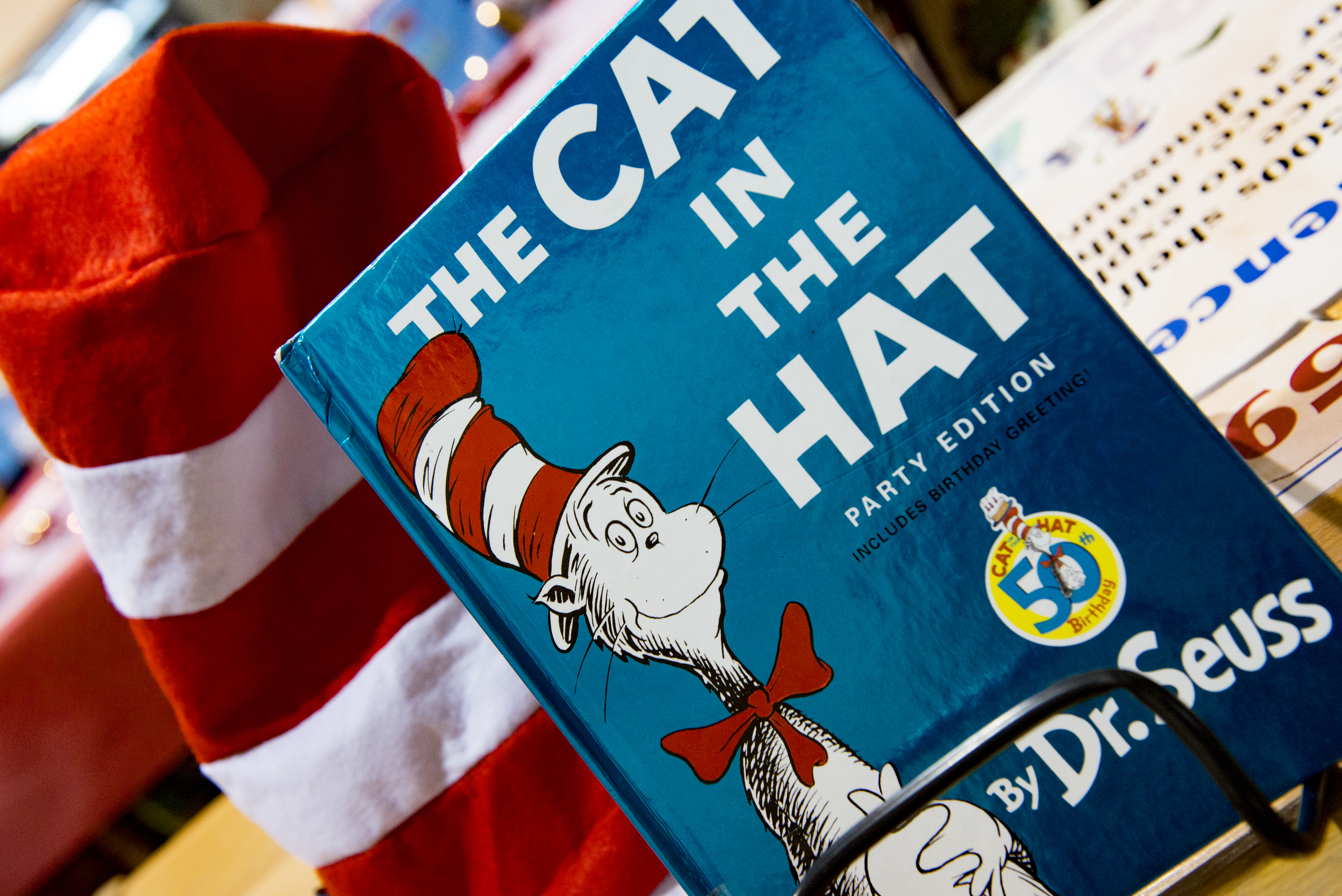
Cover der Jubiläumsausgabe zum 50-jährigen Erscheinen, 2007

Der Kater mit Hut (englischer Originaltitel: The Cat in the Hat) ist ein Kinderbuch, das im Jahre 1957 in der Serie Beginner Books im Random House Verlag erschien. Das Buch für Leseanfänger war der größte Erfolg des US-amerikanischen Autors Dr. Seuss, der mit bürgerlichem Namen Theodor Seuss Geisel hieß und fast 50 Kinderbücher verfasst hat.

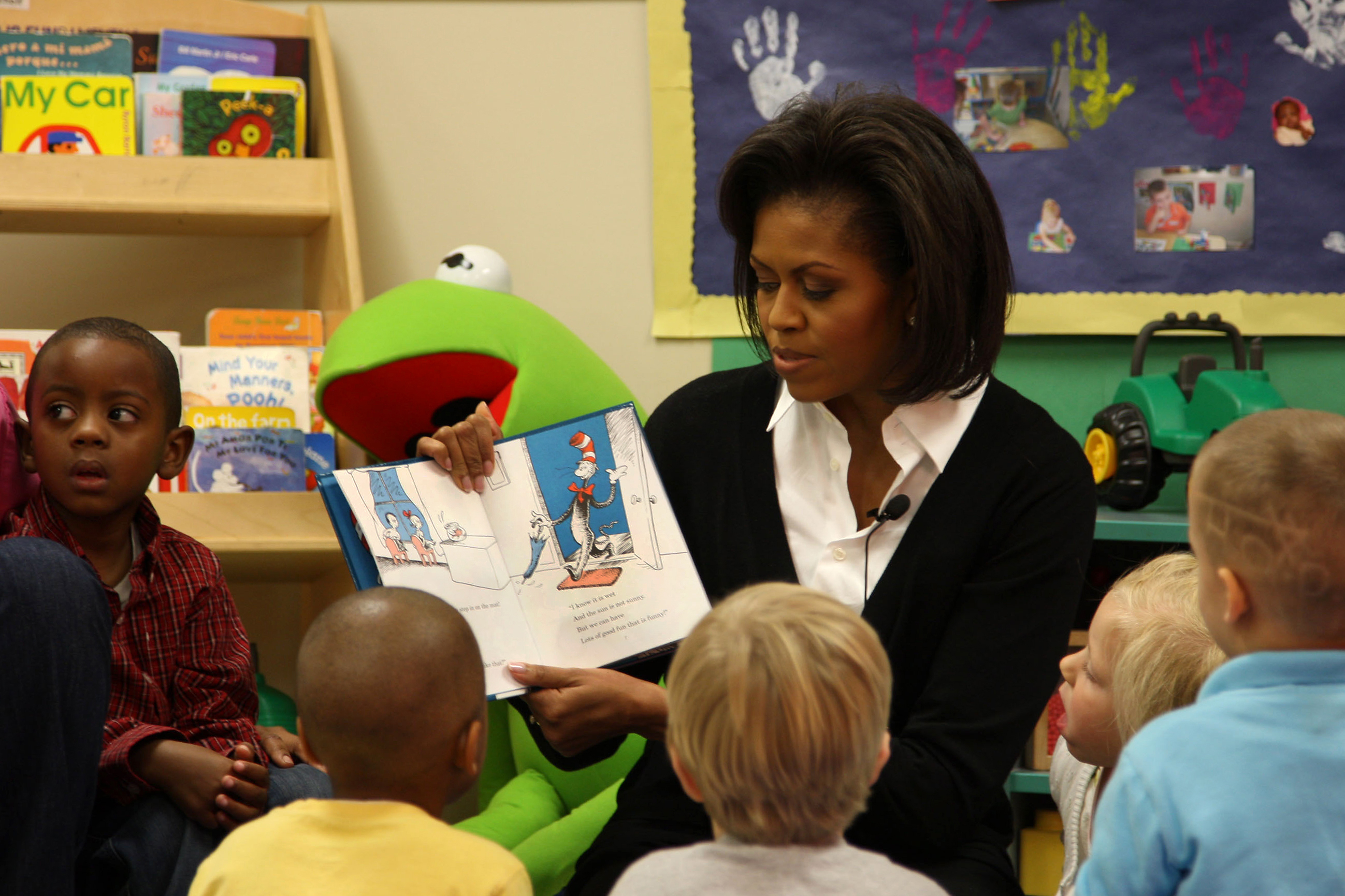
Die damalige First Lady, Michelle Obama, liest den Kinderbuchklassiker 2009 einer Grundschulklasse vor.

Ein Kritiker beschreibt den Kinderbuchautor als Erzähler von aberwitzigen Geschichten, mit wunderlichen Charakteren und quietschbunter Ausstattung, wobei Dr. Seuss „alles vermeide, was nach Realität aussehen könnte“.

## Inhalt
An einem regnerischen Tag lässt eine Mutter ihre beiden Kinder allein zu Hause und geht in die Stadt. Ihnen ist langweilig, als sie plötzlich Gesellschaft von einem Kater mit gestreiftem Hut bekommen. Er verspricht für Abwechslung zu sorgen und betritt das Haus, obwohl der Goldfisch in seinem Glas sofort dagegen protestiert. Zunächst jongliert und balanciert der Kater mit einer Fülle von Gegenständen, die dabei wiederholt benannt werden. Schließlich fällt alles zu Boden. Die Kinder sind sich nicht sicher, wie sie mit dem ungebetenen Gast verfahren sollen, als er auch noch seine beiden Helfer (Thing One und Thing Two) mit ins Haus holt. Das Chaos steigert sich, als die beiden im Haus ihre Drachen steigen lassen. Als klar wird, dass die Mutter auf dem Heimweg ist, fängt der kleine Junge die beiden Freunde des Katers ein und wirft ihn raus. Der Kater kommt jedoch zurück, und zwar auf einer futuristisch anmutenden Aufräummaschine, die mit zahlreichen Armen aufräumt und das Haus wieder sauber macht. Am Ende kommt die Mutter und fragt die Kinder, was sie in der Zwischenzeit gemacht hätten, worauf sie allerdings keine Antwort von ihnen erhält.

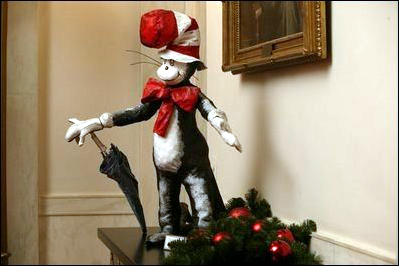
Die Figur aus dem beliebten Kinderbuch, 2003 als Weihnachtsdekoration im Weißen Haus

## Ergänzende Informationen
Der Text des gesamten Werkes besteht im englischsprachigen Original aus nur 220 Wörtern, die zu prägnanten Reimen verarbeitet wurden, die sich teilweise wiederholen. Das Zusammenspiel von Bildern, Wörtern und Wiederholungen ermuntert Leseanfänger, den Text selbst zu lesen.
Das ebenfalls von Dr. Seuss verfasste Kinderbuch Wie der Grinch Weihnachten gestohlen hat wurde ebenfalls 1957 veröffentlicht.
Dr. Seuss zählte zu den bedeutendsten und bekanntesten Kinderbuchautoren des 20. Jahrhunderts, dessen Werke in über 100 Sprachen übersetzt wurden. Bis heute lernen Millionen amerikanischer Schulkinder mit Hilfe seiner Kinderbücher lesen. Durch die Verfilmungen seiner Werke erreichten einige seiner Figuren weltweit einen hohen Bekanntheitsgrad; hierzu zählen zum Beispiel der Grinch, der Lorax sowie Horton (aus Horton hört ein Hu!).

## Entwicklung zum prämierten Bestseller
Schon 1960 war die erste Million der englischsprachigen Ausgabe The Cat in the Hat verkauft. Publishers Weekly gab zum 60. Geburtstag des Kinderbuchklassikers im Jahr 2017 bekannt, es seien bereits über 16 Millionen Exemplare verkauft worden. Das Buch wurde nicht nur in alle Sprachen Europas übersetzt, sondern ist auch in Japan, China, Indien, Russland, Israel und weiteren Ländern in der jeweiligen Landessprache erhältlich. In der Originalausgabe eignet es sich durch die gereimte Satzstruktur und die vielen Wiederholungen sehr gut auch für Nichtmuttersprachler, die Englisch lernen.
Auf Deutsch ist nur ein kleiner Teil der insgesamt 47 Kinderbücher erhältlich, die u. a. im Verlag Antje Kunstmann oder bei Rogner & Bernhard (für Zweitausendeins) publiziert wurden.
In der New York Public Library zählt Der Kater mit Hut zu den am häufigsten ausgeliehenen Büchern; er rangiert hinter The Snowy Day von Ezra Jack Keats auf Platz zwei und wurde häufiger ausgeliehen als George Orwells Science-Fiction-Klassiker 1984 oder Wo die wilden Kerle wohnen von Maurice Sendak, die den dritten und vierten Platz belegen.
Für seine unkonventionellen Kinderbücher wurde Dr. Seuss mit zahlreichen Preisen ausgezeichnet, darunter ist auch ein Pulitzer-Preis, der ihm 1984 für sein Gesamtwerk verliehen wurde. Der Kater mit Hut wurde mehrmals ausgezeichnet.

## Referenzen in anderen Werken
Der Kater mit Hut und die darin enthaltenen Figuren wurden oft von anderen Kunstschaffenden zitiert, unter anderem in folgenden Fernsehsendungen und sonstigen Medien:
Serien und Fernsehsendungen
- In einem Video der Sesamstraße Getting Ready to Read werden 1986 zahlreiche von Dr. Seuss inspirierte Reime sowie das fiktive Buch Brat in the Hat von Dr. Puce vorgestellt.[9]
- Die Simpsons: Staffel 28 Episode 15 The Cad and the Hat.[10]
- American Dad: Die Figur Klaus Heisler ist ein sprechender Fisch, der dem Fisch aus dem Buch sehr ähnlich ist, auch im aufbrausenden Verhalten.[11]
- animierter Kurzfilm The Cat in the Hat: Horror Parody (5 Min.), zitiert u. a. Horrorfilme wie Poltergeist und Ring.[12]

Videospiele
- The Cat in the Hat von Backbone Entertainment; Computerspiel, das 1998 mit dem Notable Computer Software for Children Award ausgezeichnet wurde.[13]

Bücher
- The Cat Not in the Hat! A Parody by Dr. Juice (1996). Das illustrierte Werk von Alan Katz greift den Mordprozess gegen O. J. Simpson aus dem Vorjahr auf, wobei Simpson in der Rolle des Katers auftritt.[14]
- Gregs Tagebuch (Band 6, 2011); Greg sagt, er wäre gern Autor geworden, aber seine Ideen seien alle bereits veröffentlicht gewesen. Dabei hält er eine Zeichnung von einem Kater mit Hut hoch, woraufhin seine Mutter Susan ihm das Kinderbuch mit einem sehr ähnlichen Titelbild zeigt.[15]
- Der Kater mit Hut ist in dem literarischen Nachschlagewerk 1001 Kinder- und Jugendbücher – Lies uns, bevor Du erwachsen bist! für die Altersstufe 3+ Jahre enthalten.[16]

Kunst
- Selbstporträt von Dr. Seuss The Cat Behind the Hat, Tusche und Wasserfarbe, 1957 in The Saturday Evening Post abgedruckt[17]
- The Brat and Her Hat by Dr. Louise, Darstellung der Louise Belcher aus Bob’s Burgers von Amy Rex[18]

## Verfilmungen
- In der animierten US-Fernsehserie Die wunderbare Welt des Dr. Seuss (1996–98 auf Nickelodeon) zählt der Kater zu den Hauptfiguren.[19]
- The Cat in the Hat, Fernsehfilm, 1971, Regie: Hawley Pratt, Drehbuch: Dr. Seuss[20]
- Ein Kater macht Theater, 2003, US-amerikanische Filmkomödie von Bo Welch
- Der Kater mit Hut, 2010–18, beim kanadischen TV-Sender Treehouse TV[21]